# Chrysaphios
Chrysaphios est un eunuque qui exerça une très grande influence sur le gouvernement de l'Empire romain d'Orient pendant les dernières années du règne de l'empereur Théodose II (443-450).
Il était également nommé Ztommas selon Jean Malalas, Tzoumas selon Théophane. Il était cubiculaire selon Malalas, garde selon Évagre le Scholastique, spathaire selon le Chronicon Paschale, parakimomène selon les Patria de Constantinople. Malalas prétend que l'empereur l'aimait d'amour à cause de sa belle apparence. D'après Théophane, il dominait le palais et l'empereur Théodose. Malalas dit qu'il patronnait la faction des Verts.
Théophane raconte qu'il était lié à l'archimandrite Eutychès, et qu'il voulait le faire nommer patriarche de Constantinople. Mais il avait au début peu de pouvoir, car Théodose II laissait gouverner sa sœur aînée Pulchérie, en qui il avait toute confiance. L'eunuque tenta d'utiliser son ascendant sur l'impératrice Eudocie pour brouiller l'empereur et sa sœur : il la poussa à revendiquer les mêmes honneurs que sa belle-sœur (notamment un præpositus Augustæ), ce que Théodose refusa. Pulchérie se retira du palais pour s'installer dans la banlieue de l'Hebdomon. En 443, Eudocie fut bannie de la cour sur une accusation d'adultère et s'installa à Jérusalem. Chrysaphios devint alors tout-puissant auprès de l'empereur (praepositus sacri cubiculi).
Il ne put empêcher l'élection de Flavien comme patriarche en 446. Dépité, il persuada l'empereur de réclamer un cadeau au nouvel élu pour sa nomination. Flavien envoya des pains consacrés que l'eunuque lui retourna en disant que Théodose voulait de l'or. Le patriarche offrit alors les vases sacrés de la cathédrale, au grand scandale du clergé et des fidèles. En novembre 448, Flavien tint un synode de 40 évêques qui, à l'instigation d'Eusèbe de Dorylée, condamna et déposa Eutychès. Furieux, Chrysaphios s'entendit alors avec le patriarche Dioscore d'Alexandrie et persuada l'empereur de convoquer le Deuxième concile d'Éphèse qui, dès sa première session (8 août 449), réhabilita Eutychès et proclama la déchéance de Flavien, qui fut arrêté brutalement, et mourut quelques jours plus tard de ses blessures.
En 447, les murailles de Constantinople ayant été endommagées par un tremblement de terre, l'armée d'Attila, roi des Huns, franchit le Danube et arriva dans les environs de la capitale, où le patrice Aspar fut battu. Les fortifications rapidement réparées et la défense de la ville confiée aux troupes du magister militum per Orientem (consul l'année suivante) Zénon, Chrysaphios négocia le retrait des Huns contre de l'argent, plutôt que de continuer à livrer bataille. En 449, Attila envoya à Constantinople une ambassade composée notamment du Romain Oreste et du Skire Édécon, officier de sa garde, qui fut ébloui par la splendeur du palais impérial. Cherchant à en profiter, Chrysaphios le fit venir secrètement chez lui, et par le truchement de l'interprète Vigilas, lui proposa cinquante livres d'or s'il assassinait Attila. L'eunuque informa ensuite l'empereur de son plan, et après délibération, il fut décidé de renvoyer auprès du roi des Huns Édécon et Vigilas, porteur d'une bourse pleine d'or, en compagnie du diplomate byzantin Maximin, qui ne savait rien de ce qui s'était tramé. Mais arrivé dans le camp d'Attila, Édécon lui révéla tout du complot. Le roi des Huns, au nom des lois de l'hospitalité, respecta les ambassadeurs impériaux, mais dépêcha à Constantinople ses officiers Oreste et Eslas pour exiger que Chrysaphios lui soit livré et que réparation lui soit faite. Théodose dut envoyer les patrices et consulaires Nomios et Anatole présenter des excuses humiliantes au roi et payer un fort dédommagement.
Les interventions de Chrysaphios en politique et en religion lui avaient attiré de solides inimitiés (notamment le magister militum per Orientem Zénon, qui se rebella). Selon Théophane, Théodose finit par disgracier l'eunuque et l'exiler sur une île. Peu après la mort accidentelle de l'empereur (28 juillet 450), Chrysaphios fut exécuté : selon Malalas, il fut simplement décapité sur l'ordre de Marcien, et ses biens confisqués ; d'après Théophane, Pulchérie le fit livrer à un certain Jordanès, dont l'eunuque avait fait assassiner le père.